# 소련의 국내 영토 분할

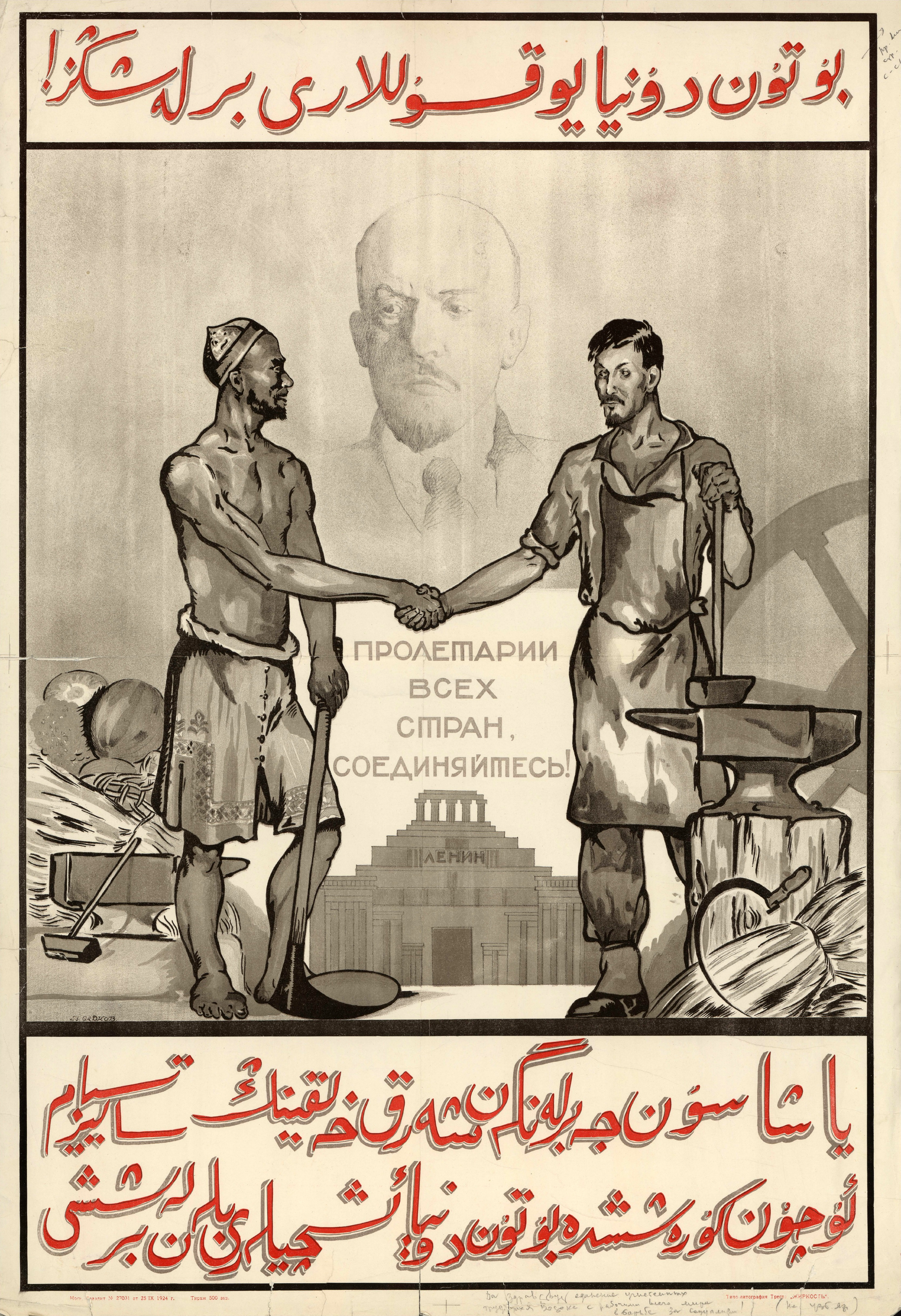
1924년 우즈베크어로 작성된 선전물로, "억압된 동방의 노동자의 단합과 사회주의를 위한 온 세계의 노력에 만세!"라고 적혀 있다.

소련의 국내 영토 분할(러시아어: национально-территориальное размежевание в СССР), 또는 번역에 따라 소련의 국내 경계 획정(영어: national delimitation in the Soviet Union)은 소련 국내의 영토를 민족과 언어에 따라 소비에트 사회주의 공화국(SSR), 자치 소비에트 사회주의 공화국(ASSR), 자치주, 라욘, 자치구로 나누는 과정이었다. 국내 경계 획정은 행정구역 개편이라는 포괄적인 범주에 들어가지만, 이 경우에는 경계 설정의 이유가 꼭 민족적인 것만은 아니었다. 소련에서의 국내 경계 획정은 국가의 정체성을 형성하는 성격을 띄지 않았으며, 대부분 지역에서는 경계 획정 이후 코레니자치야(현지화) 정책이 뒤따랐다.

## 소련 내 영토 분할 정책
1917년 이전 러시아는 단일 국가가 아닌 제국으로 분류되었다. 1905년 두마 총선 당시에도 국가주의 정당의 득표율은 9%에 머물렀다. 당시 러시아인이 아닌 사람들은 외부인이라는 뜻의 이노로치(러시아어: иноро́дцы)라고 부를 정도였으나, 2월 혁명 이후로 이러한 인식에 변화가 일어났다. 1917년 초 사회주의혁명당의 출판물 델로 나로다 제5호에는 러시아를 미국과 유사한 연방제 국가로 전환할 것을 촉구하는 내용이 담겼는데, 구체적으로는 소러시아, 조지아, 시베리아, 투르키스탄 등 민족별로 나누자는 발상이었다.
1917년 러시아 제국의 자리를 차지한 소비에트 러시아는 단일 국가가 아니었으며, 지도층도 단일 국가를 상정하지 않았다. 소련 초기에는 자발적인 동화조차 권장하지 않았으며, 비러시아인 인구의 국가 활동 장려도 시도하였다. 1926년 소련 인구 조사에서 인정된 민족들은 어느 정도의 자치권 보장과 자체 학교 설립이라는 권리를 누렸다. 각 '국가'의 영토 내에서는 언어 표기법 제정, 국가별 언어계획 수립, 서적과 신문 출판, 극장 등 문화 시설 건립 등 여러 민족 활동이 이루어졌다. 하지만 소수민족에 대한 정책은 1930년대~1940년대 이오시프 스탈린의 집권기에 대조국전쟁을 거치며 바뀌었다. 개별 국가기관 폐지, 강제 이주, 공포 분위기 조성, 러시아화가 이루어졌으며, 이 와중에도 각 국가의 재건은 계속해서 이루어졌다.
러시아 제국이 몰락하고 소련이 자리를 잡은 후, 볼셰비키가 집권한 소련 정부는 1920년대부터 1930년대 중반까지 소련 내 영토를 나누고 민족별 행정구역을 만드는 작업에 들어갔다. 소련의 목표는 소련 내 다양한 민족 각각의 국가를 만드는 것이었는데, 민족과 국가를 정의하는 과정은 소련 내에서도 상당한 정치적 논쟁을 불러일으켰다. 1913년 스탈린이 집필한 저서 '마르크스주의와 국가적 문제'에서는 국가를 "공통 언어, 영토, 경제 생활, 공통 문화에 따른 심리 기질을 근간으로 한, 역사적으로 유지된 인민의 안정된 사회"로 정의하였다. 러시아 제국에 살던 민족이나 공동체 중에는 이 조건을 완전히 만족하지 못하는 경우도 있었다. 문화적, 언어적, 종교적, 부족적 다양성으로 인한 구분의 어려움도 있었지만, 무엇보다 '민족'이 무엇인지에 대한 정치적 합의가 없었던 점이 제일 큰 문제로 작용하였다. 10월 혁명 직후인 1917년 11월 15일 채택된 '러시아 인민 인권 선언'에서는 러시아에 사는 모든 사람의 평등권과 자주권을 인정하였으며, 여기에는 러시아 내 소수민족에게 민족 자결의 권리, 독립 국가 형성의 권리, 종교의 자유, 국가 개발의 권리가 포함되어 있었다.
1922년 소비에트 사회주의 공화국 연방이 연방제 국가로서 공식적으로 수립되었으며, 소비에트 사회주의 공화국 15개로 구성되었다. 이 15개 공화국은 1917년부터 1940년에 걸쳐 형성되었으며, 헌법적으로는 동등한 권리와 권한을 갖고 있었다. 공화국 중 가장 큰 러시아 소비에트 연방 사회주의 공화국은 민족 구성이 매우 다양해, 연방 내 연방 국가로서 만들어졌다. 러시아는 1920년대 초 자치 소비에트 사회주의 공화국(ASSR)과 자치주 30개로 분할되었으며, 다수는 현재도 러시아 연방 내에 존속하고 있다. 자치 공화국과 자치주는 시간이 지남에 따라 새로 생성되기도, 사라지기도 하였기 때문에, 정확한 수는 시기에 따라 다르다.
| 공화국 | 공화국           | 소련의 공화국 지도 (1956년 ~ 1991년) |
| ------ | ---------------- | ------------------------------------ |
| 1      | 러시아 SFSR      |                                      |
| 2      | 우크라이나 SSR   |                                      |
| 3      | 벨로루시 SSR     |                                      |
| 4      | 우즈베크 SSR     |                                      |
| 5      | 카자흐 SSR       |                                      |
| 6      | 그루지야 SSR     |                                      |
| 7      | 아제르바이잔 SSR |                                      |
| 8      | 리투아니아 SSR   |                                      |
| 9      | 몰도바 SSR       |                                      |
| 10     | 라트비아 SSR     |                                      |
| 11     | 키르기스 SSR     |                                      |
| 12     | 타지크 SSR       |                                      |
| 13     | 아르메니아 SSR   |                                      |
| 14     | 투르크멘 SSR     |                                      |
| 15     | 에스토니아 SSR   |                                      |

1926년 처음 실시한 인구 조사에서는 민족 176개가 등장하였으며, 유대인의 네 분파나 조지아인의 다섯 분파 등 과도한 구분을 없애고, 극소수 민족을 제외한 결과, 민족 69개가 남았다. 이 69개 민족은 공화국 16개, 러시아 내 자치 지역 23개 (자치 공화국 18개, 자치주 5개), 다른 공화국의 자치 지역 6개(우즈베크, 아제르바이잔, 타지크에 각 1곳, 그루지야에 3곳)에서 자치권을 보장받으며 나누어 살았다.
소련의 자치 지역 목록:
| 공화국       | 구성인       | 자치 공화국            | 성립 연도                               | 구성인                                                                                                | 자치주                                           | 성립 연도 | 구성인                 |
| ------------ | ------------ | ---------------------- | --------------------------------------- | --- | ------------------------------------------------ | --------- | ---------------------- |
| 러시아       | 러시아인     | 바시키르 ASSR          | 1919                                    | 바시키르인                                                                                            | 아디게 자치주                                    | 1922      | 체르케스인             |
| 러시아       | 러시아인     | 부랴트 ASSR            | 1923                                    | 부랴트인                                                                                              | 고르노-알타이 자치주(1948년까지 오이로트 자치주) | 1922      | 알타이인               |
| 러시아       | 러시아인     | 체첸-인구시 ASSR       | 1936                                    | 체첸인, 인구시인                                                                                      | 유대인 자치주                                    | 1934      | 유대인                 |
| 러시아       | 러시아인     | 주바시 ASSR            | 1925                                    | 추바시인                                                                                              | 카라차이-체르케스 자치주                         | 1922      | 카라차이인, 체르케스인 |
| 러시아       | 러시아인     | 크림 ASSR              | 1921–1945                               | 크림 타타르인                                                                                         | 하카스 자치주                                    | 1930      | 하카스인               |
| 러시아       | 러시아인     | 다게스탄 ASSR          | 1921                                    | 노가이인, 다르기인, 라크인, 레즈기인, 루툴인, 아굴인, 차후르인, 캅카스 아바르족, 쿠미크인, 타바사란인 |                                                  |           |                        |
| 러시아       | 러시아인     | 카바르디노-발카르 ASSR | 1921                                    | 카바르다인, 발카르인                                                                                  |                                                  |           |                        |
| 러시아       | 러시아인     | 칼미크 ASSR            | 1935                                    | 칼미크인                                                                                              |                                                  |           |                        |
| 러시아       | 러시아인     | 카렐리야 ASSR          | 1923                                    | 카리알라인                                                                                            |                                                  |           |                        |
| 러시아       | 러시아인     | 코미 ASSR              | 1921                                    | 코미인                                                                                                |                                                  |           |                        |
| 러시아       | 러시아인     | 마리 ASSR              | 1920                                    | 마리인                                                                                                |                                                  |           |                        |
| 러시아       | 러시아인     | 모르도바 ASSR          | 1930                                    | 모르도바인                                                                                            |                                                  |           |                        |
| 러시아       | 러시아인     | 북오세티야 ASSR        | 1924                                    | 오세트인                                                                                              |                                                  |           |                        |
| 러시아       | 러시아인     | 우드무르트 ASSR        | 1920                                    | 우드무르트인                                                                                          |                                                  |           |                        |
| 러시아       | 러시아인     | 볼가 독일인 ASSR       | 1918–1941                               | 볼가 독일인                                                                                           |                                                  |           |                        |
| 러시아       | 러시아인     | 타타르 ASSR            | 1920                                    | 타타르인                                                                                              |                                                  |           |                        |
| 러시아       | 러시아인     | 투르키스탄 ASSR        | 1918–1924                               | 중앙아시아 튀르크족                                                                                   |                                                  |           |                        |
| 러시아       | 러시아인     | 투바 ASSR              | 1961                                    | 투바인                                                                                                |                                                  |           |                        |
| 러시아       | 러시아인     | 야쿠트 ASSR            | 1922                                    | 야쿠트인                                                                                              |                                                  |           |                        |
| 아제르바이잔 | 아제리인     | 나히체반 ASSR          | 1920                                    | | 나고르노카라바흐 자치주                          | 1923      | 아르메니아인           |
| 우즈베키스탄 | 우즈베크인   | 카라칼파크 ASSR        | 1925 (1932년까지 카라칼파크 자치주)     | 카라칼파크인                                                                                          |                                                  |           |                        |
| 우크라이나   | 우크라이나인 | 몰도바 ASSR            | 1924–1940                               | 몰도바인                                                                                              |                                                  |           |                        |
| 우크라이나   | 우크라이나인 | 크림 ASSR              | 1991                                    | 미정                                                                                                  |                                                  |           |                        |
| 조지아       | 조지아인     | 압하스 ASSR            | 1931 (1921–1931 기간 동안 압하지야 SSR) | 압하지야인                                                                                            | 남오세티야 자치주                                | 1922      | 오세트인               |
| 조지아       | 조지아인     | 아자리야 ASSR          | 1921                                    | 아자리야인                                                                                            |                                                  |           |                        |

2008년 기준 러시아의 공화국을 나타낸 지도:
|                                                                                       |                                                                                            |                                                                                               |
| 1. 아디게야 2. 알타이 3. 바시키르 4. 부랴트 5. 다게스탄 6. 인구시 7. 카바르디노발카르 | 8. 칼미크 9. 카라차예보체르케스카야 10. 카렐리야 11. 코미 12. 마리옐 13. 모르도바 14. 사하 | 15. 북오세티야-알라니야 16. 타타르스탄 17. 투바 18. 우드무르트 19. 하카스 20. 체첸 21. 추바시 |

모든 민족에게 영토를 부여하는 정책을 펼치기는 했지만, 1930년대까지 영토를 받지 못한 민족도 일부 있었다. 이러한 민족은 보통 너무 넓게 퍼져 살고 있거나, 이미 다른 민족의 영토가 된 곳에 집중되어 있는 경우였다. 예를 들어, 폴인과 유대인은 우크라이나 SSR과 벨로루시 SSR의 인구 3분의 1 가량을 차지했으며, 일부 도시에서는 반을 넘기도 했지만, 1934년 극동에 유대인 자치주가 성립된 것을 제외하고는 아무 영토도 받지 못했다. 이디시어를 사용하는 유대인 인구를 위해서 벨로루시 SSR과 러시아 도시 일부에서는 이디시어의 공용어 지정, 이디시어 공교육 설립, 극장 등 이디시어 문화 장려 정책을 펴기도 하였다. 이 외에 영토를 받지 못한 민족은 가가우즈인, 고려인, 그리스인, 불가리아인, 롬인, 위구르족, 헝가리인이 있었다. 볼가 독일인은 1941년 제2차 세계 대전이 소련까지 이르렀을 때 영토를 잃었다. 북방에 거주하는 사람들은 자치 공화국이나 자치주를 받지 못했지만, 1930년대 자치구 열 곳을 이루었다.
공화국, 자치주, 자치구 이외에도 국립 구역 수백 곳, 국립 군구 수천 곳이 설립되었다. 일부 지역에서는 민족별로 한 지역에 모으기 위해 양방향 강제 이주 정책이 도입되기도 하였다. 신경제정책을 펼 당시 국경을 넘어 소련으로 유입되는 인구는, 비록 첩자가 유입되는 경로로 지목받기도 했지만, 국가 재건에 기여한다는 명목 하에 장려되었다.
1920년대 소련 전역에서 산발적인 민족적 봉기가 발생한 후, 소련이 외부의 영향에 갈수록 취약해질 것이라는 여론이 확산되었으며, 소련 정부는 특히 독일인, 폴인, 핀인을 유의하여 관찰하였다. 하지만 1925년 7월부터 소련 정부는 민족적 통합이 충분히 안정화되었다고 보고, 소련의 영향력을 국가 바깥으로 확대하기 위해, 국경 지방의 소수민족에게 중앙보다 더 폭넓은 권리를 부여하였다. 이 정책은 특히 우크라이나 SSR에서 큰 성공을 거두어, 폴란드 크레시 인구가 대량으로 유입되었다.

## 중앙아시아에서의 영토 분할

### 배경
19세기 러시아는 코칸트 칸국, 히바 칸국, 부하라 토후국을 합병함으로서 중앙아시아를 정복하였다. 1917년 소련이 수립된 후, 궁극적으로 공산 사회를 수립하기 위해서는 국가주의가 필요하다는 공산주의 이론에 맞추어, 중앙아시아를 민족적 분류에 따라 분할한다는 결정이 내려졌다. 또한, 이오시프 스탈린은 국가의 정의를 "공통 언어, 영토, 경제 생활, 공통 문화에 따른 심리 기질을 근간으로 한, 역사적으로 유지된 인민의 안정된 사회"라고 내렸다.
영토 분할에 대한 주 반론은 분할통치를 위한 변명일 뿐이라는 것으로, 거주민을 억지로 여러 국가로 쪼개, 소수민족을 각 국가에만 남겨두어 중앙아시아에서 소련의 패권을 유지하려는 스탈린의 권모술수라고 보았다. 소련은 1920년대 발생한 바스마치 운동 등 범튀르크주의에 대해서는 경계하고 있었지만, 당시 소련의 정보를 자세히 분석한 결과 통상 알려진 것보다 더 미묘하게 통치 권력을 잡는 정책이었음이 밝혀졌다.
소련의 목표는 단일민족 성격을 띄게끔 영토를 분할하는 것이었으나, 페르가나 분지, 아무다리야강 등 여러 민족이 섞여 사는 지역은 '정확히' 분류하는 데 어려움을 겪었다. 지방 국가주의자들 간의 논쟁은 종동 자신의 의견을 과도히 주장해, 소련이 충분하지 않은 인구조사 결과만을 놓고 중재해야 하는 상황에 놓이기도 했다. 여기에 더해, 영토 분할의 목적은 최소한의 국가로서의 기능을 할 수 있게끔 나누는 것이었기 때문에, 경제적, 지정학적, 농업적, 산업적 요소가 민족적 요소보다 앞서 고려되기도 하였다. 서로 충돌하는 여러 요소를 국가주의의 틀 안에서 상쇄하는 것은 거의 불가능에 가까울 정도로 어려워, 복잡하게 꼬인 경계와 여러 월경지가 생겨났으며, 일부 소수민족은 '잘못된' 공화국에 사는 현실에 놓이기도 했다. 또한, 소련은 이 경계가 국제적 국경이 될 것이라고 전혀 예상하지 않았다.

1922년 영토 분할 이전의 소비에트 중앙아시아.

### 새 공화국과 자치 지역의 형성
중앙아시아의 영토 분할은 1920년부터 제기되어 왔다. 당시 중앙아시아는 러시아 SFSR 소속의 두 자치 공화국, 1918년 4월 수립되어 카자흐스탄 남부, 우즈베키스탄, 타지키스탄, 투르크메니스탄 지역을 관할한 튀르케스탄 ASSR과, 1920년 8월 수립되어 카자흐스탄 북부를 관할한 키르기스 ASSR이 있었다. 당시 중앙아시아에는 부하라 토후국과 히바 칸국의 계승을 주장하는 공화국 둘이 존재했는데, 1920년 붉은 군대의 점령 후 부하라 인민 소비에트 공화국과 화레즘 인민 소비에트 공화국으로 바뀌었다.
1924년 2월 25일, 중앙위원회와 정치국은 중앙아시아에서 영토 분할을 진행하겠다고 발표하였다. 분할 과정은 중앙아시아국의 특별위원회가 감독하였으며, 중앙아시아의 주요 인종으로 여겨진 카자흐, 투르크멘, 우즈베크 소위원회도 결성되었다. 분할 과정 자체는 매우 빠르게 진행되었다. 처음에는 부하라와 화레즘 공화국을 그대로 존속시키려는 계획이 있었지만, 1924년 4월 지역 공산당의 반대를 무릅쓰고 결국 분할하기로 결정되었다. 특히 화레즘 지역 공산당의 반대가 매우 격렬해, 같은 해 7월에 치러진 투표에서 화레즘의 해체에 찬성표를 던지게 하기 위해 많은 무력을 동원하였다.
튀르케스탄 ASSR은 투르크멘 SSR과 우즈베크 SSR로 분할되었다. 투르크멘 SSR은 소비에트 중앙아시아에서 투르크멘인의 국가가 되었으며, 국경은 현재 투르크메니스탄의 국경과 거의 같았다. 부하라와 화레즘 공화국은 우즈베크 SSR에 대부분 합병되었는데, 우즈베크 SSR에는 우즈베크인과 타지크인 일부가 거주하는 영토가 포함되었다. 당시 우즈베크 SSR 내부에서는 타지크인을 위해 타지크 ASSR이 만들어졌으며, 1929년 5월에는 우즈베크 SSR에서 분리되어 타지크 SSR로 승격되었다. 현재의 키르기스스탄에 해당하는 키르기즈 SSR은 1936년에야 만들어졌는데, 1929년부터 1936년에는 러시아 SFSR 내 카라키르기즈 자치주로서 존재했다. 1936년 12월 5일에는 카자흐 SSR도 만들어졌으며, 1991년 형성되는 중앙아시아 5개국의 모습이 완성되었다.
1929년에는 타지크인이 상당수 거주하는 부하라, 사마르칸트, 수르한다리랴의 분할 문제가 격화되었다. 최종적으로 공산당이 강하게 개입해 우즈베크인과 타지크인을 중재한 결과, 이 영토는 우즈베크 SSR 안에 그대로 남게 되었다. 1929년 12월 5일에는 현재 타지키스탄의 전신이 되는 타지크 SSR이 성립되었다.

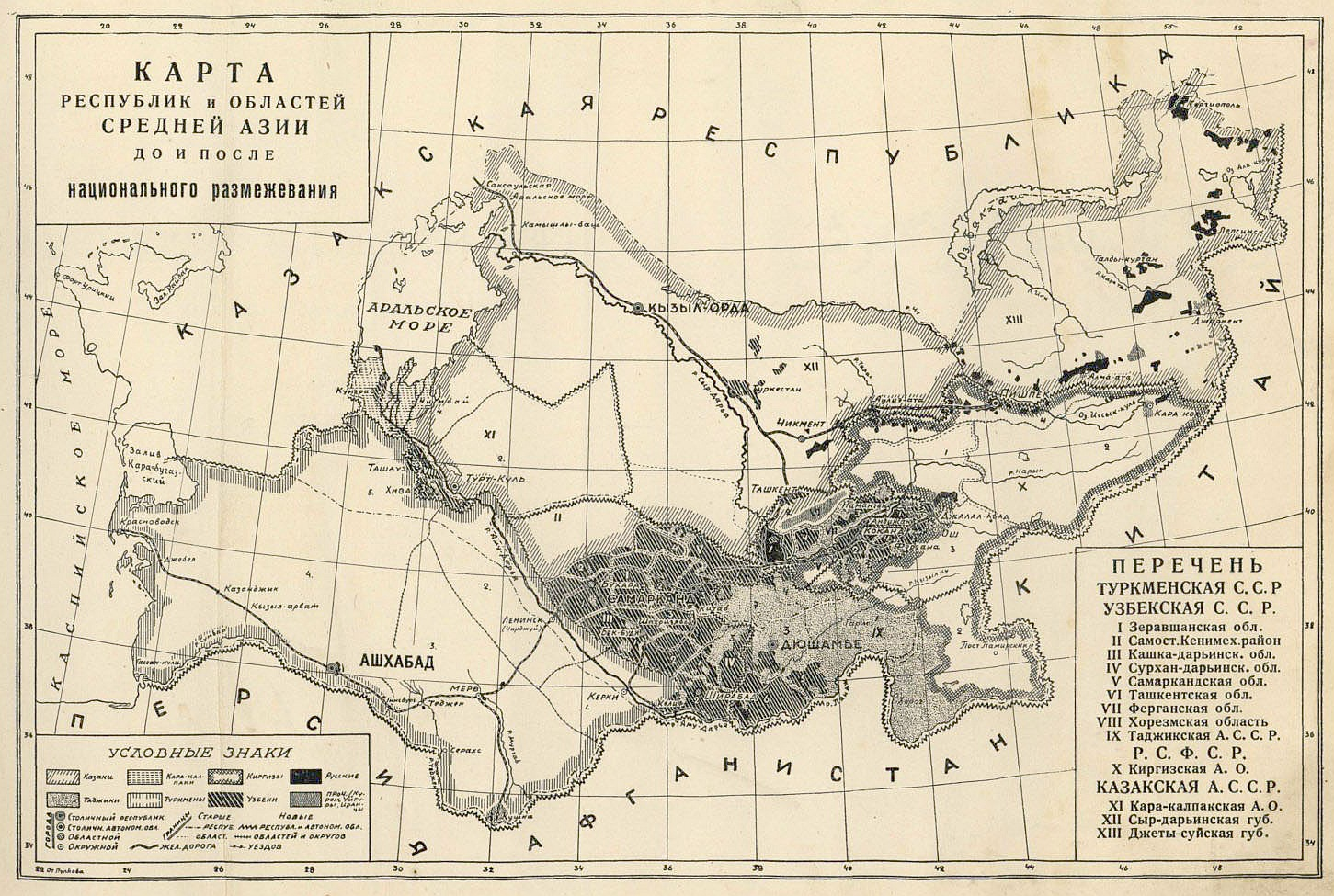
1924년~1925년 기간에 진행된 중앙아시아의 영토 분할을 나타낸 지도.

## 소수민족의 국가 성립
1920년대와 1930년대, 민족에 따른 영토 분할이 끝난 후, 각 '국가'의 영토에서 국가로서의 기능을 수행하게끔 체계를 갖추려는 노력이 뒤따랐다. 공식적으로나마 소수민족은 크기에 상관없이 일정 수준의 자치권을 누릴 수 있는 영토가 주어졌다. 언어계획을 수립하고, 문자가 없는 경우 문자를 개발하고, 국가에서 교사를 양성하였으며, 국립 학교가 설립되었고, 자국어로 쓰인 신문과 도서 발행 등 문화적인 노력도 병행되었다. 지도층은 행정부와 당에 참여하게끔 권고받았는데, 간혹 해당 민족이 전체 인구에서 차지하는 비율보다 더 많은 요직을 차지하기도 하였다.

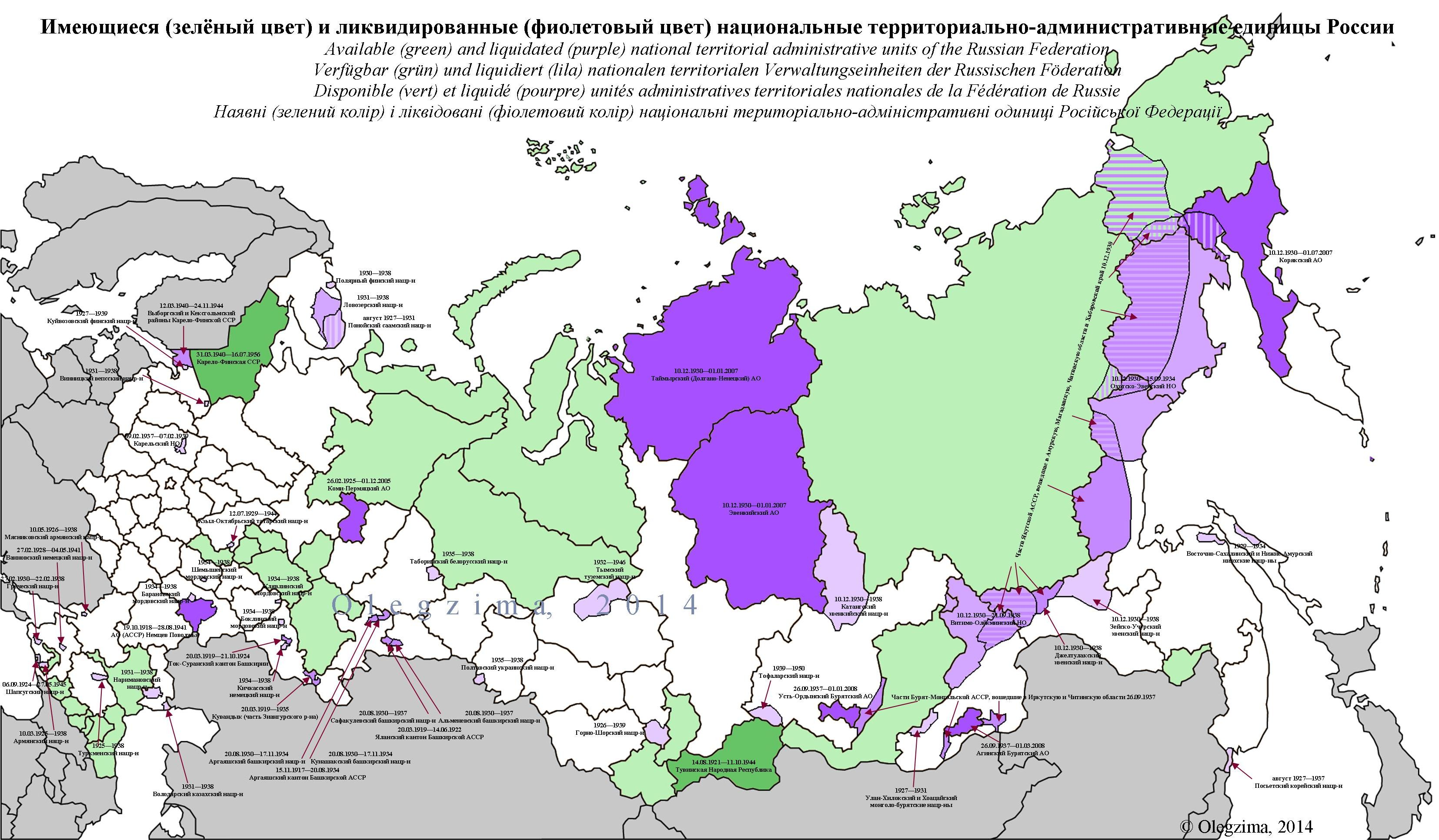
1991년 설립된 러시아 연방의 영토 구성.

1930년대 초 곡물 징발 위기, 기근, 경제 침체, 국제 정세 급변, 이민 흐름 반전으로 인해, 소련은 국경 서쪽에서 넘어온 난민들(독일인, 폴인, 핀인)이 정부에 비협조적으로 대응할 가능성을 염려하였으며, 스탈린의 억압 정책이 시작되는 계기가 되었다.
1932년 도입된 소련 여권 체계에서는, 모든 성인의 민족을 여권에 기입하도록 하였다. 만일 부모 양 쪽의 민족이 다른 경우, 자신이 스스로 어느 쪽으로 기입할 것인지를 정할 수 있었다. 이 여권 체계는 러시아에서 폐지하였지만, 우즈베키스탄이나 카자흐스탄에는 아직도 남아 있다.
볼셰비키의 계획은 자신들의 지배 하에서 국가주의적, 문화적, 언어적, 영토적 다양성을 파악해, 어떤 민족이 '국가'로 불리기에 적합한지를 알아내는 것이었다. 이 과정에 사용한 자료는 러시아 제국 시대의 통계에, 소련 시대에 실시한 연구 결과를 합쳐서 만들었다. 하지만 당시 대부분 사람들이 국가에 대한 정의를 잘 몰랐기 때문에, 민족을 물었을 때 자신의 이름을 대거나, 무슬림이라고 답하기도 했다. 또한, 여러 민족은 생물학적인 요소는 같으나 문화적인 차이만 있는 경우도 있었는데, 극단적으로 같은 민족임에도 도시에 사는지 시골에 사는지에 따라서도 차이가 났다.
원칙적으로는 언어와 방언에 따라 국가를 구분하였으나, 나눈 결과는 혼란스러울 정도로 복잡하였으며 논란도 많았다. 최초에는 중앙아시아에서만 국가 150개를 만들어야 한다는 결과가 나왔으나, 처음 '국가'로 센 공동체가 이후 단순한 부족으로 간주되는 등 다른 민족의 종속으로 보는 경우가 늘었다. 이로 인해, 이후 '국가'의 수는 계속해서 줄었다.

## 같이 보기
- 소련인
- 소비에트 중앙아시아

## 참고 문헌
- John Everett-Heath (2003) Central Asia: History, Ethnicity, Modernity, Routledge-Curzon,  ISBN 0-7007-0956-8
- Arne Haugen (2004) The Establishment of National Republics in Central Asia, Palgrave Macmillan, ISBN 1-4039-1571-7
- Terry Martin(2001). The Affirmative Action Empire: Nations and Nationalism in the Soviet Union, 1923-1939, Cornell University Press, ISBN 0-8014-8677-7
- Oliver Roy (2000) The New Central Asia: The Creation of Nations, NYU Press, ISBN 0-8147-7555-1
- Rogers Brubaker, Nationhood and the National Question in the Soviet Union and Post-Soviet Eurasia: An Institutionalist Account. Theory and Society, 23 [1] (February 1994): 47–78.